# Српски соколови
Српски соколови су добровољачке јединице које су деловале у ратним збивањима деведесетих година. Главнокомандујући Српских соколова био је Синиша Вучинић. У почетку су биле посебне формације: Бели орлови, Млади равногорци и Српски соколови, а временом су се прве две групације утопиле у Српске соколове. Активне војске на фронтовима према тврдњама Синише Вучинића је било 1.500. Већина добровољаца је дошло из Србије док има и оних који су тамо рођени, мада их је било и из Русије, Бугарске и Грчке.
Једна од ретких формација које су деловале независно од ЈНА.
Немачки недељник „Шпигл“ је објавио снимак на којима Вучинић тврди да су Српски соколови убили на стотине Муслимана и Хрвата. Тужилаштво за ратне злочине наводне тврдње је окарактерисао као „политичко хвалисање“ јер никакви докази о могућим жртвама нису пронађени.